# Vehmassalo (ö i S:t Michel)
Vehmassalo är en ö i Finland. Den ligger i sjön Puula och i kommunen Hirvensalmi i den ekonomiska regionen  S:t Michel och landskapet Södra Savolax, i den södra delen av landet, 210 km norr om huvudstaden Helsingfors. Öns area är 35 hektar och dess största längd är 0,9 kilometer i nord-sydlig riktning.